# Martin Strömbergsson

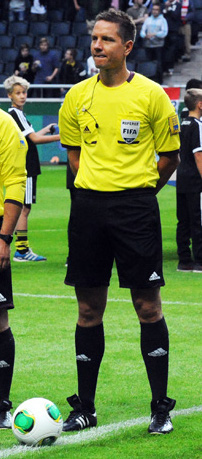
Martin Strömbergsson (September 2013)

Martin Strömbergsson (* 1. April 1977 in Gävle) ist ein ehemaliger schwedischer Fußballschiedsrichter.

## Werdegang
Der aus Gävle stammende Strömbergsson debütierte 1997 auf Verbandsebene als Schiedsrichter, seit der der Erstliga-Spielzeit 2009 leitet er Spiele in der Allsvenskan. Damit folgte er seinem Bruder Markus Strömbergsson, der fünf Jahre zuvor zum Erstliga-Schiedsrichter aufgestiegen war. Seit 2011 gehörte er zu den FIFA-Schiedsrichtern. Dabei pfiff er zunächst Spiele in UEFA- und FIFA-Juniorenwettbewerben sowie der Qualifikation der Europapokalwettbewerbe, später unter anderem auch Spiele in der UEFA Champions League sowie Länderspiele im Erwachsenenbereich. So kam er beispielsweise im Rahmen der UEFA Nations League 2018/19 zum Einsatz. 
2015 pfiff Strömbergsson das Endspiel um den schwedischen Landespokal zwischen IFK Göteborg und Örebro SK. 